# MyToys.de
myToys.de war von 1999 bis 2023 ein Anbieter von Spielwaren und anderen Produkten für Kinder. Das Unternehmen gehört zur Otto Group mit Sitz in Berlin. Neben dem myToys-Online-Shop gab es auch gleichnamige Filialen in Deutschland. 

## Geschichte

Ehemaliges Logo von myToys 2014 bis 2022.

Das Unternehmen wurde im August 1999 gegründet und ging am 14. Oktober 1999 online. Bis Dezember 2000 war die Otto Group mit 74,8 Prozent an der Gesellschaft beteiligt. 2015 hat die Otto Gruppe ihre Anteile auf 94,8 Prozent aufgestockt. Das myToys-Sortiment umfasst über 130.000 Artikel. Die Anzahl der Filialen betrug 19 (Stand: 2. Dezember 2021 – Eröffnung Filiale München). Die Lagerlogistik befindet sich in Gernsheim.
Im Jahr 2010 startete das Unternehmen den Damenmode-Online-Shop ambellis. Seit dem 1. März 2013 gehört mirapodo zur MyToys Group. Das Angebot des bis dahin eigenständigen, gleichnamigen Online-Shops für Schuhe, ging in myToys.de auf. Zuvor war das Unternehmen unter dem Dach der Otto Group dem Baur Versand zugeordnet.
Ebenfalls 2013 wechselte der seit 2009 zur Otto Gruppe gehörende Online-Shopping-Club limango als hundertprozentige Tochter unter das Dach der MyToys Group. Sowohl das Unternehmen als auch die Marke limango blieben erhalten. Man erhofft sich von diesen Umstrukturierungen eine höhere Effizienz.
Mit einem Umsatzvolumen im Online-Shop von 297 Millionen Euro 2014 war myToys auf Platz 12 der größten Online-Shops in Deutschland. Seit 2015 hat die myToys.de GmbH ihren Hauptsitz im Berliner Gebäude Potsdamer Straße 192 und nutzt dort für ca. 750 Arbeitsplätze 11.000 m² Nutzfläche. Anfang 2019 hat die Mytoys Group ihre Onlineshops ambellis und mirapodo zusammengeführt.
Das Geschäft verantwortete bis Juni 2020 eine dreiköpfige Geschäftsführung, zu der neben den Gründern Oliver Lederle und Florian Forstmann auch Alexander Lederle gehörten. Ab Juni 2020 wurde die MyToys Group von Martin Schierer sowie Tobias Nieber geführt. 2021 verstärkte Katrin Behrens die Geschäftsführung des Unternehmens. Die langjährigen Geschäftsführer des Berliner E-Commerce-Anbieters, Oliver Lederle, Florian Forstmann (beide auch Gründer) und Alexander Lederle verließen das Unternehmen auf eigenen Wunsch.
Anfang März 2023 gab Otto bekannt, den Geschäftsbetrieb von mytoys.de einzustellen. Bis Februar 2024 sollten auch alle Filialstandorte geschlossen werden. Von der Einstellung sind ca. 800 Mitarbeitende betroffen. Im August 2023 wurde der Übernahme aller 19 Filialen durch die Toysino GmbH und die damit verbundene Weiterbeschäftigung der 160 Filialmitarbeiter bekannt. Online wird es die Marke Mytoys zukünftig auf der Otto-Plattform geben. 

## Produkte
Der Online-Shop myToys.de vertreibt neben Spielwaren unter anderem Babyausstattung, Kinderkleidung, Sportartikel, Kinderschuhe und Schwangerschaftskleidung. 2011 wurde eine Sporteigenmarke unter dem Namen laHobba eingeführt, die in zwei jährlichen Kollektionen Sportmode und Ausrüstung umfasst.
Neben dem Kerngeschäft mit Kinderwaren betreibt die MyToys Group auch den Online-Schuh-Shop mirapodo. Die limango GmbH ist seit 2013 ein Tochterunternehmen der MyToys Group. Im Februar 2019 startete MyToys Group ein Portal für Familienreisen.